# Lycosa cerrofloresiana
Lycosa cerrofloresiana är en spindelart som beskrevs av Alexander Petrunkevitch 1925. Lycosa cerrofloresiana ingår i släktet Lycosa och familjen vargspindlar. Inga underarter finns listade i Catalogue of Life.